# 中华人民共和国外交部礼宾司
中华人民共和国外交部礼宾司（英語：Protocol Department of the Ministry of Foreign Affairs of the People's Republic of China），是中华人民共和国外交部直接领导的工作机关。

## 沿革
礼宾司前身是中央人民政府外交部办公厅交际处。1955年1月，交际处升格为礼宾司。
2016年4月，礼宾司整合了原使团处、特权豁免处和领事司部分业务，成立使团事务办公室。

## 职责
外交部礼宾司主要按照国务院和外交部给其确定的工作范围，负责办理以下各项工作：
- 承担国家外交禮儀和典礼事务；
- 组织协调国家重要外事活动礼宾事宜；
- 管理驻华外交机构和相关人员在华礼遇、外交特权和外交豁免等事宜；
- 拟订涉外活动礼仪规则。

## 机构设置
根据有关规定，外交部礼宾司设置下列机构：
- 亚非处
- 欧美处
- 接待处
- 旅行证件处
- 综合处
- 出访处
- 大型活动处
- 使团事务办公室

## 历任领导
外交部交际处处长
- 阎宝航（1949.10－1949.11，办公厅副主任暂兼）
- 王倬如（1949.11－1955.01）

外交部礼宾司司长
- 柯华（1955.02－1956.09）
- 王倬如（1956.09－1957.12）
- 俞沛文（1958.01－1965.03）
- 赖亚力（1965.03－1971）
- 韩叙（1971.11－1973.05）
- 朱传贤（1974.11－1977）
- 卫永清（1978.05－1981.03）
- 张龙海（1982.10－1983.09）
- 唐龙彬（1984.01－1986.04）
- 吴明廉（1986.05－1989.06）
- 江康（1989.06－1991.12）
  - 鲁培新（1991.12－1993.04，代司长）
- 吴明廉（1993.04－1994.05）
- 杨鹤熊（1994.05－1996.03）
- 张业遂（1996.03－2000.03）
- 张云（2000.03－2004）
- 罗林泉（2004－2007）
- 张昆生（2007－2014.12，2011年起为外交部部长助理兼）
- 秦刚（2014.12－2018，2017年起为外交部部长助理兼）
- 洪磊（2019.02－，2024年10月起为外交部部长助理兼）